# 仲野香穂
仲野 香穂（なかの かほ、1997年6月24日 - ）は、テレビ熊本のアナウンサー。

## 略歴
淡路島出身。
島根大学卒業後の2020年4月、テレビ熊本に入社。

## 人物・エピソード
身長169cm。弟がいる。
大学生の頃には、玉造温泉をPRするフリーペーパー作成に関わっていたこともあるという。

## 出演番組
- FNN Live News days（ローカル枠）
- TKU Live News - 主にナレーションを担当。
- 七人の侍（おじさん）それと仲野
- リズム!TKU

## 過去の出演番組
- わがまま!気まま!旅気分　～天国か地獄か！？熊本ゆるっとルーレットの旅～　（2021年11月6日、BSフジ）
- 若っ人ランド（不定期）